# Jessie Ipsen
Jessie Gina Hyrup Ipsen (født 1983) en dansk gymnast, atlet og kunstmaler. Hun er medlem af Rødovre og Omegns Gymnastikforening (gymnastik) og Københavns IF, tidligere Frederiksberg IF (atletik). 
Hun var tidligere træner for ROGs elitegymnaster i kvindelig idrætsgymnastik (redskabsgymnastik). Desuden er hun kunstmaler af abstrakt modernistisk kunst.
Jessie Ipsens lillebror David Hyrup Ipsen er tidligere eliteidrætsgymnast og tidligere træner for de danske juniorer i idrætsgymnastik.

## Gymnastik
Ipsen dansk mester i redskabsgymnastik for hold med ROG i 2000. Hun blev 2002, 2003, 2004 og 2005 dansk mester i Spring-rytme gymnastik for mixedhold og 2005 også for kvindehold. Hun var 2002 og 2004 på ROGs mixhold som vandt Europa mesterskabet i spring-rytmegymnastik 2006 blev det til bronze for mixedhold. Hun vandt guld ved Nordisk Mesterskab i 2003 og sølv i 2005 for ROGs mixhold.

## Atletik
Ipsen begyndte at dyrke atletik i maj 2008. Hun blev sølvvinder ved det indendørs danske mesterskab i længdespring 2009 med et spring på 5,58 og fik samme placering udendørs DM 2009 med 5,63. Hun blev også bronzevinder i trespring med et spring på 11,87. Hun blev sølvvinder ved det indendørs danske mesterskab i trespring og længdespring 2010 med spring på 11,89 og 5,91.
Hun vandt for første gang en titel ved de danske mesterskaber i atletik 2010. Efter en tangering af den personlige rekord i fjerde runde med 6,05 fulgte hun op i de to sidste med 6,07 og 6,13. Det sidste spring var det længste ved et DM siden Renata Pytelewska Nielsen vandt i 1997. Jessie Ipsen er nu oppe på en 10. plads på alle tiders længdespringsliste i Danmark.
Ipsen trænes af Wojciech Buciarski.

## Erhverv
Jessie Ipsen har tidligere været undervisningsassistent på Institut for Idræt ved Københavns Universitet og er nu gymnasielærer i idræt og biologi på Høje-Taastrup Gymnasium (fra 2011).

## Meriter

### Gymnastik
| - Bronze 2006 Spring-rytme gymnastik – mixhold - Guld 2004 Spring-rytme gymnastik – mixhold - Guld 2002 Spring-rytme gymnastik – mixhold | - Sølv 2005 Spring-rytme gymnastik – mixhold - Guld 2003 Spring-rytme gymnastik – mixhold | - Guld 2005 Spring-rytme gymnastik – kvindehold - Guld 2005 Spring-rytme gymnastik – mixhold - Guld 2004 Spring-rytme gymnastik – mixhold - Guld 2003 Spring-rytme gymnastik – mixhold - Guld 2002 Spring-rytme gymnastik – mixhold - Guld 2000 Redskabsgymnastik – kvindehold |

### Atletik
| - 2011 EM-hold Længdespring 5.93 (-0.4) - 2010 EM-hold Længdespring 5.92 (+1.4) - Sølv 2019 Længdespring | - Bronze 2019 Trespring - Bronze 2017 Længdespring - Guld 2017 Længdespring-indendørs - Sølv 2016 Længdespring - Sølv 2016 Trespring - Sølv 2016 Trespring -indendørs - Sølv 2015 Trespring - Guld 2015 Længdespring-indendørs - Sølv 2014 Længdespring - Guld 2013 Længdespring - Guld 2013 Trespring -indendørs - Guld 2013 Længdespring -indendørs - Guld 2012 Trespring - Guld 2012 Længdespring - Guld 2012 Trespring -indendørs - Sølv 2012 Længdespring -indendørs - Sølv 2012 4 x 200 meter-indendørs - Guld 2011 Trespring - Bronze 2011 Længdespring - Guld 2011 4 x 200 meter-indendørs - Guld 2011 Længdespring -indendørs - Guld 2010 Længdespring - Sølv 2010 Længdespring -indendørs - Sølv 2010 Trespring -indendørs - Sølv 2009 Længdespring - Bronze 2009 Trespring - Sølv 2009 Længdespring -indendørs | - Længdespring: 6,13 Odense Atletikstadion 8. august 2010 - Længdespring-inde: 6,18 Sparbank Arena i Skive 19. februar 2011 - Trespring: 12,81 Mölndal, Sverige 4. august 2012 / 12.93w Odense Atletikstadion 12. maj 2012 - Trespring-inde: 12,42 Sparbank Arena i Skive 25. februar 2012 - 100 meter: 12.74 Østerbro Stadion 21. juni 2011 - 100 meter hæk: 16,36 (-1.6) Vejle Atletikstadion 12. september 2010 - Højdespring: 1,51 Østerbro Stadion 15. maj 2011 - Stangspring: 3,00 Østerbro Stadion 19. september 2011 - Hammerkast: 36,29 Østerbro Stadion 8. september 2018 |